# 哈特穆特·海因里希
哈特穆特·海因里希博士（德語：Hartmut Heinrich；1952年3月5日—）是一位德國的海洋地質學家及氣候學家，生於當時西德下萨克森的诺特海姆。
自2017年10月1日起，哈特穆特·海因里希出任氣候、氣候適應和環境方面的獨立顧問（10°E海事諮詢）到現在。2017年10月，自由漢薩同盟城市向他授與「榮譽教授」的稱號，以表彰他在氣候研究方面的重要貢獻。
直到2017年9月30日，他在汉堡聯邦海事和水文學局（BSH）的海洋學學系工作；從2006年11月1日到2017年9月30日，他擔任海洋物理系的系主任和教授。
在BSH，他從事與海洋環境保護和適應氣候變遷有關的問題。
他積極參與全球海洋觀測系統的Argo海洋觀測計劃，環境研究和管理，以及對氣候變遷的適應。
1988年，他描述了地球歷史末次冰期（大約125,000至11,000年前）的突然氣候波動。這個波動現時被人冠以他的名字，稱之為海因里希事件。

## 簡歷
海因里希在哥廷根大学研究地質學，並在基尔大学獲得海洋地質學的博士學位。以他的名字命名的海因里希事件。

## 部分出版物
- Heinrich, H. . Quaternary Research. March 1988, 29 (2): 142–152. doi:10.1016/0033-5894(88)90057-9.
- Bond, G.C.; Heinrich, H.; Broecker, W.S.; Labeyrie, L.; McManus, J.; Andrews, J.; Huon, S.; Jantschik, R.; Clasen, S.; Simet, C.; Tedesco, K.; Klas, M.; Bonani, G.; Ivy, S. . Nature. 19 November 1992, 360 (6401): 245–9. doi:10.1038/360245a0.